# 울산 글로벌 에너지비즈니스센터
울산 글로벌 에너지비즈니스센터(영어: Ulsan Global Energy Business Center)는 대한민국 울산광역시 남구 삼산동에 제안된 마천루다. 완공되면 울산에서 가장 높은 마천루가 된다. 계획중인 마천루였는데 백지화되었다.

## 시설

### 전망대
완공되면 전망대가 들어올 예정이다.

## 같이 보기
- 대한민국의 마천루 목록
- 울산광역시의 마천루 목록